# Gérald Cyprien Lacroix
Pour les articles homonymes, voir Lacroix.
Gérald Cyprien Lacroix, né le 27 juillet 1957 à Saint-Hilaire-de-Dorset au Québec, est un ecclésiastique canadien. Il est archevêque de Québec et primat du Canada depuis le 22 février 2011.

## Biographie

### Jeunesse et études
Gérald Cyprien Lacroix est né en 1957 à Saint-Hilaire-de-Dorset au Québec au Canada du mariage de Brigitte Laurendeau et Raymond Lacroix. En 1965, à l'âge de huit ans, sa famille et lui déménagent au New Hampshire aux États-Unis. Il fait ses études secondaires au Trinity High School (en) et ses études supérieures au Saint Anselm College, à Manchester au New Hampshire. Il retourne ensuite au Québec où il mène des études en théologie à l'université Laval. Il y obtient un baccalauréat en 1985 et une maîtrise en théologie pastorale en 1993. En 1975, il se joint à l'Institut séculier Pie-X. En 1981, il met de côté son emploi de graphiste et fait ses vœux perpétuels l'année suivante.

### Parcours ecclésiastique

#### Prêtre et évêque
Le 8 octobre 1988, il est ordonné prêtre par l'archevêque Maurice Couture. Il est missionnaire en Colombie de 1990 à 1998, œuvrant comme curé à Argelia (département de Cauca) et professeur au Grand séminaire de Popayán. De 2001 à 2009, il est directeur général de l'institut séculier Pie-X.
Le 7 avril 2009, il est nommé évêque auxiliaire de Québec. Son ordination épiscopale a lieu le 24 mai suivant.

#### Archevêque de Québec
À la suite du départ de l'archevêque Marc Ouellet, il devient administrateur diocésain, le 26 août 2010, jusqu'à ce qu'il soit nommé archevêque le 22 février 2011,. Il reçoit le pallium des mains de Benoît XVI le 29 juin 2011 en la basilique Saint-Pierre, au Vatican.
Le 12 janvier 2014, le pape François annonce lors de l’Angélus, son élévation au cardinalat. Elle a lieu au Vatican lors du consistoire du 22 février 2014, en même temps que celle de 18 autres prélats,.
En 2015, il crée un événement-bénéfice nommé « À la table du Cardinal ». Depuis, cette collecte de fonds dédiée aux œuvres sociales et communautaires se déroule chaque année au mois de mai.
Le 28 octobre 2016, le pape le nomme membre de la Congrégation pour le culte divin et la discipline des sacrements. À la suite de l'attentat de la grande mosquée de Québec, il tente un rapprochement avec la communauté musulmane et célèbre une messe spéciale pour les victimes.
En avril 2017, il fait l'objet de harcèlement et de menaces de mort de la part d'un individu en raison d'un conflit de procédure de divorce.
Le 6 octobre 2018, le pape François le nomme membre au sein du Dicastère pour les laïcs, la famille et la vie.
Le 6 août 2020 il fait partie des 6 nouveaux cardinaux nommés par François au Conseil pour l'économie du Vatican,.
Le 7 mars 2023, le Pape François le nomme au conseil des cardinaux.
Il participe au conclave de 2025 qui voit l'élection du pape Léon XIV.

## Prises de position

### Charte des valeurs
En 2014, il affirme être critique par rapport à la Charte des valeurs québécoises proposée par le gouvernement Marois. S'exprimant pour la neutralité religieuse des employés de l'État en position de pouvoir, il ajoute cependant que le projet de loi ne devrait pas s'appliquer à tous les fonctionnaires. L'Assemblée des évêques catholiques du Québec dépose un mémoire en ce sens.

### Aide médicale à mourir
Dès 2013, il s'oppose à la Loi concernant les soins de fin de vie et la légalisation de l'euthanasie, et ce, même si elle est sévèrement encadrée[pas clair]. Il affirme que « l'acte de mettre fin à une vie n'est pas une aide médicale ». En 2015, il plaide que certaines personnes âgées croient que cette loi est motivée par le lourd fardeau fiscal que représente la population vieillissante et vise à se « débarrasser » d'elle plutôt que de lui offrir de meilleurs services palliatifs. En 2016, il s'oppose au projet de loi C-14, une autre loi, fédérale celle-ci, permettant l'aide médicale à mourir.

### Polémiques
Le 22 février 2017, il réagit à la suite d'une poursuite intentée contre l'Institut Séculier Pie X dont il était directeur. Une victime présumée d'agressions sexuelles affirme que Lacroix l'aurait incité à pardonner à son agresseur plus qu'à le dénoncer. Il répond n'avoir jamais « essayé d'inciter des gens à se taire ». Le 23 mars 2021, la Cour supérieure du Québec conclut à « l’absence de responsabilité de l’Institut, que ce soit de façon directe ou à titre de commettant ».

## Mise en cause pour des agressions sexuelles dans le cadre d'une action collective
Dans le cadre d'une action collective menée par 147 victimes d'abus sexuels visant le diocèse de Québec, une femme affirme que Gérald Cyprien Lacroix aurait commis sur elle des agressions sexuelles entre 1987 et 1988. À l'époque, la plaignante, âgée de 17 ans, était mineure. Gérald Cyprien Lacroix rejette catégoriquement ces accusations et annonce se retirer provisoirement de ses activités. Il participe néanmoins aux réunions du Conseil des cardinaux.
Le 8 février 2024, le pape François mandate un juge d'instruction à la retraite, André Denis, pour vérifier la vraisemblance des accusations portées contre le cardinal Lacroix, enquête qui pourrait mener à l'ouverture d'un procès canonique,. André Denis avait été également mandaté dans l'affaire Johannes Rivoire. Alain Arsenault, un des avocats qui interviennent dans l’action collective contre le diocèse de Québec, exprime « ses doutes quant à la crédibilité et à l’indépendance d’une telle enquête ». Il indique que la victime supposée de Gérald Cyprien Lacroix ne rencontrera pas André Denis. Le 21 mai 2024, la conclusion de cette enquête est publiée : elle « ne permet pas d’identifier quelque geste d’inconduite ou d’abus de la part du cardinal Gérald Cyprien Lacroix ». Gérard Lacroix reprend ses activités au sein du diocèse le 23 juillet 2024,.

## Distinctions honorifiques
- 2011 : Grand-Prieur de l'Ordre équestre du Saint-Sépulcre de Jérusalem
- 2011 : Doctorat honoris causa du Saint Anselm College
- 2015 : Médaille Gloire de l'Escolle de l'université Laval
- 2016 : Doctorat honoris causa de l'université Saint-Paul d'Ottawa